# Piuro
Piuro é uma comuna italiana da região da Lombardia, província de Sondrio, com cerca de 1.911 habitantes. Estende-se por uma área de 85 km², tendo uma densidade populacional de 22 hab/km². Faz fronteira com Campodolcino, Chiavenna, Madesimo, Novate Mezzola, Prata Camportaccio, San Giacomo Filippo, Villa di Chiavenna.

## Demografia
| Variação demográfica do município entre 1861 e 2011                               |
|                                                                                   |
| Fonte: Istituto Nazionale di Statistica (ISTAT) - Elaboração gráfica da Wikipedia |